# Ehemaliges Bürgerspital Waidhofen an der Ybbs

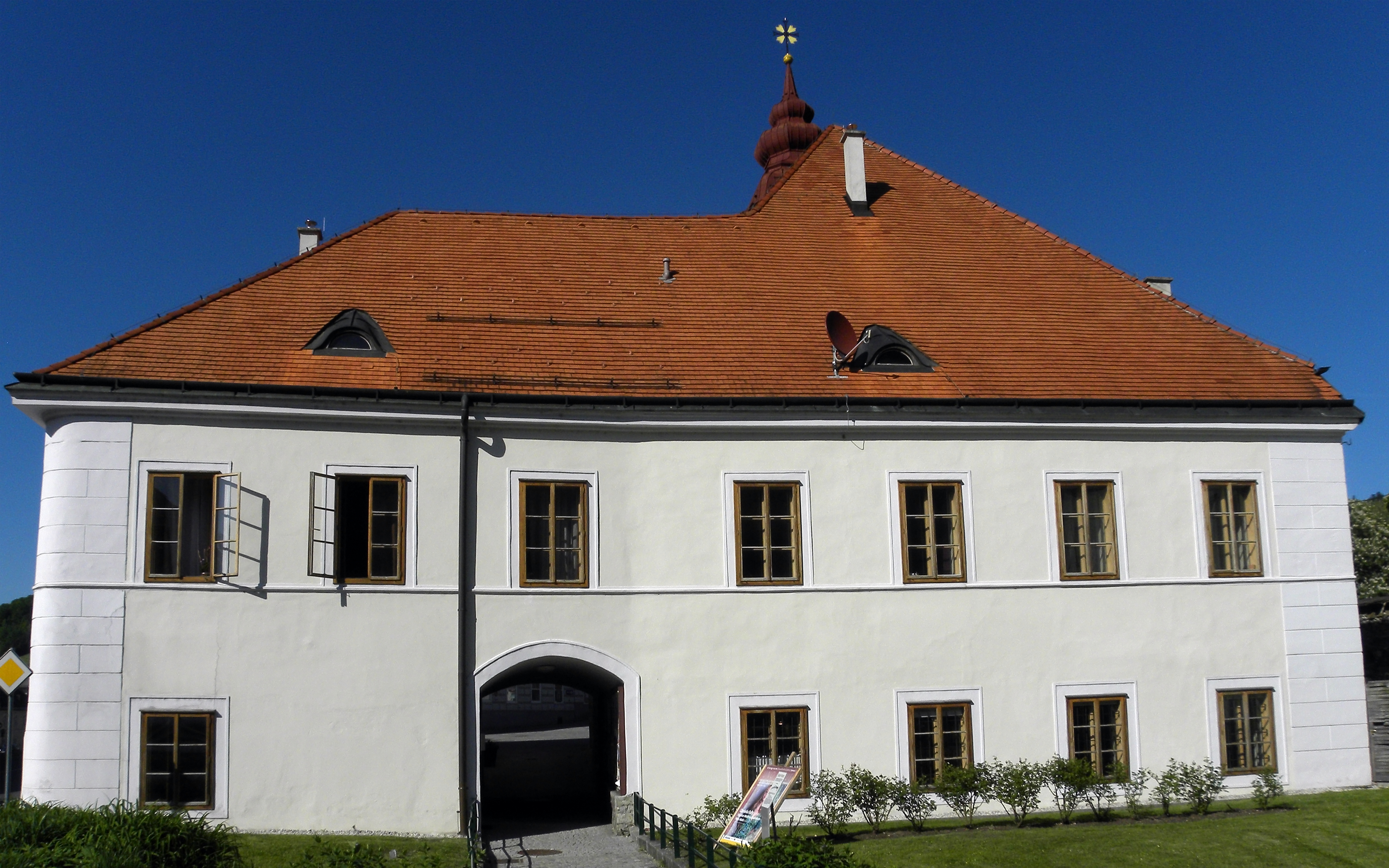
Ehemaliges Bürgerspital in Waidhofen an der Ybbs

Die ehemalige Bürgerspital steht an der Südwestecke der ehemaligen Stadtbefestigung am Eberhardplatz Nr. 6 in der Statutarstadt Waidhofen an der Ybbs in Niederösterreich. Das ehemalige Bürgerspital und heutige Wohnhaus steht unter Denkmalschutz (Listeneintrag).

## Geschichte
1274 entstand eine Stiftung für ein Leprosenhaus durch den Bürger Hugo Eberhard. Als Leprosenhaus zunächst außerhalb der Stadtbefestigung vor dem Weyrer-Tor wurde um 1400 dieser Bereich in den zweiten Mauerring einbezogen und dadurch bedingt das vorgelagerte Spital-Tor errichtet. 1328 wurde das Spital durch Elisabeth, Gemahlin Friedrich des Schönen, bestiftet.

## Architektur
Das Bürgerspital steht knapp außerhalb des ehemaligen Weyrer-Tores und ist baulich an die Bürgerspitalkirche angebunden. Der Bürgerspitalskomplex steht auf teils ummauertem Areal mit Resten der Stadtmauer mit Schießscharten. Im Mauerzug ist ein kleiner biedermaierlicher Pavillon unter einem gestuften Mansarddach eingebunden.
Der im Kern mittelalterliche hakenförmige zweigeschoßige Bau unter einem Walmdach hat eine Fassade mit Eckquaderauflagen und Profilgesimsen mit einem zweiachsigen Verbindungstrakt (über einem flachbogigen Durchgang) zur Bürgerspitalskirche. Es gibt biedermeierliche Steingewändeportale.
Im Gebäudeinneren gibt es im Erdgeschoß teils Kreuzgratgewölbe und Unterzugsbalken aus dem 16. Jahrhundert.